# Edificio de la Autoridad Portuaria de Melilla
El Edificio de la Autoridad Portuaria de Melilla es un edificio ecléctico que alberga la Autoridad Portuaria de Melilla, situado en la Avenida de la Marina Española, Ensanche Modernista de la ciudad española de Melilla y forma parte del Conjunto Histórico Artístico de la Ciudad de Melilla, un Bien de Interés Cultural.

## Historia
Fue construido entre 1905 y 1906 según proyecto del ingeniero Manuel Becerra como casa-oficina de la Junta de Obras del Puerto, con dos plantas, la baja para oficinas administrativas y técnicas  y almacenes y en la alta viviendas.

## Descripción

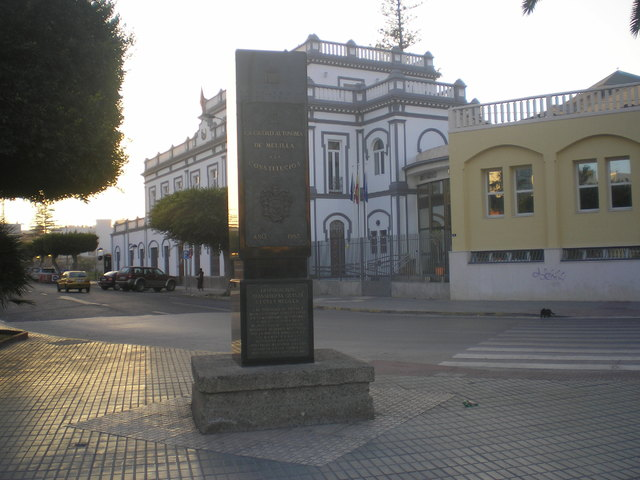

Consta de planta baja, principal y una retranqueada. Está construido con paredes de mampostería de piedra local y ladrillo macizo, con vigas de hierro y bovedillas del mismo ladrillo para los techos. Destacan sus fachadas, pintadas de blanco con las molduras y detalles de azul marino con sus pilastras y balaustradas.